# Слохокеј лига 2010/11.
Слохокеј лига 2010/11. је друга сезона Слохокеј лиге. У лиги учествује десет клубова. Седам клубова је из Словеније, a по један из Србије, Хрватске и Аустрије.

## Систем такмичења
У регуларном делу сезоне игра се троструки лига систем, свако са сваким по три утакмице. Осам првопласираних клубова пласирају се у плеј оф. У плеј офу четвртфинале и полуфинале се играју два меча. Ако резултат буде изједначен онда се игра и трећи меч. У финалу се игра на три добијена меча.

## Састав лиге
| Клуб                | Град     | Арена                      | Капацитет | Основан |
| ------------------- | -------- | -------------------------- | --------- | ------- |
| ХД Млади Јесенице   | Јесенице | Дворана Подмежакла         | 5.900     | 1999    |
| ХС Олимпија         | Љубљана  | Дворана Тиволи             | 5.000     | 2004    |
| ХДК Ставбар Марибор | Марибор  | Ледена дворана Табор       | 3.000     | 1993    |
| ХК Триглав          | Крањ     | Ледена дворана Златно поље | 1.000     | 1968    |
| ХДД Блед            | Блед     | Ледена дворана Блед        | 1.000     | 2008    |
| ХК МК Блед          | Блед     | Ледена дворана Блед        | 1.000     | 1999    |
| ХК Славија          | Љубљана  | Дворана Залог              | 1.000     | 1968    |
| Тим Загреб          | Загреб   | Дворана Велесајам          | 1.000     | 2010    |
| ХК Партизан         | Београд  | Ледена дворана Пионир      | 2.000     | 1948    |
| Јуниор Грац 99ерс   | Грац     | Ајсстадион Грац Лиебенау   | 4.050     | 2009    |

## Табела[1][2]
| #   | Клуб                | ИГ | Д  | ДП | ИЗП | ИЗ | ГД  | ГП  | Б  |
| --- | ------------------- | -- | -- | -- | --- | -- | --- | --- | -- |
| 1.  | ХС Олимпија         | 27 | 24 | 2  | 0   | 1  | 196 | 69  | 74 |
| 2.  | ХК Партизан         | 27 | 22 | 2  | 0   | 3  | 141 | 50  | 70 |
| 3.  | ХДК Ставбар Марибор | 27 | 15 | 2  | 2   | 8  | 91  | 68  | 51 |
| 4.  | ХК Триглав          | 27 | 15 | 1  | 0   | 11 | 96  | 81  | 47 |
| 5.  | Тим Загреб          | 27 | 14 | 1  | 2   | 10 | 115 | 93  | 46 |
| 6.  | ХД Млади Јесенице   | 27 | 11 | 4  | 2   | 10 | 103 | 89  | 43 |
| 7.  | Јуниор Грац 99ерс   | 27 | 6  | 2  | 5   | 14 | 72  | 112 | 27 |
| 8.  | ХДД Блед            | 27 | 6  | 1  | 4   | 16 | 89  | 137 | 24 |
| 9.  | ХК Славија          | 27 | 5  | 2  | 1   | 19 | 59  | 115 | 20 |
| 10. | ХК МК Блед          | 27 | 1  | 0  | 0   | 26 | 56  | 206 | 3  |

ИГ = одиграо, Д = победио, ДП = Победа у продужетку, ИЗП = Пораз у продужетку, ИЗ = изгубио, ГД = голова дао, ГП = голова примио, Б = бодова

## Плеј оф

### Четвртфинале
ХС Олимпија - ХДД Блед 2-0
- ХДД Блед - ХС Олимпија 4:8 (1:3,2:4,1:1)
- ХС Олимпија - ХДД Блед 7:3 (4:2,3:0,0:1)

ХК Партизан - Јуниор Грац 99ерс 2-0
- Јуниор Грац 99ерс - ХК Партизан 0:5 (0:1,0:2,0:2)
- ХК Партизан - Јуниор Грац 99ерс 5:1 (2:1,2:0,1:0)

ХДК Ставбар Марибор - ХД Млади Јесенице 1-0
- ХД Млади Јесенице - ХДК Ставбар Марибор 1:1 (0:0,0:1,1:0)
- ХДК Ставбар Марибор - ХД Млади Јесенице 3:1 (1:0,0:0,2:1)

ХК Триглав - Тим Загреб 0-2
- Тим Загреб - ХК Триглав 3:2 (0:0,2:0,1:2)
- ХК Триглав - Тим Загреб 2:3 (0:0,2:1,0:2)

### Полуфинале
ХС Олимпија - Тим Загреб 2-0
- ХС Олимпија - Тим Загреб 10:0 (4:0,3:0,3:0)
- Тим Загреб - ХС Олимпија 4:7 (2:2,1:3,1:2)

ХК Партизан - ХДК Ставбар Марибор 2-0
- ХК Партизан - ХДК Ставбар Марибор 7:1 (3:0,1:1,3:0)
- ХДК Ставбар Марибор - ХК Партизан 0:2 (0:0,0:1,0:1)

### Финале
ХС Олимпија - ХК Партизан 1-3
- ХС Олимпија - ХК Партизан 3:2 пр. (2:0,0:1,0:1,1:0)
- ХК Партизан - ХС Олимпија 10:2 (4:1,1:1,5:0)
- ХС Олимпија - ХК Партизан 4:7 (0:1,3:3,1:3)
- ХК Партизан - ХС Олимпија 4:0 (0:0, 2:0, 2:0)

| Првак Слохокеј лиге 2010/11. |
| ---------------------------- |
| ХК Партизан 1. Титула        |

## = Спољашње везе
=